# Антонов, Николай Дмитриевич (1909—1986)
Никола́й Дми́триевич Анто́нов (24 декабря 1908 [6 января 1909], Великие Луки, Псковская губерния — 14 июня 1986, Ленинград) — советский военачальник, генерал-полковник авиации (7 мая 1960 года). Герой Советского Союза (21 марта 1940 года).

## Начальная биография
Николай Дмитриевич Антонов родился 24 декабря 1908 года (6 января 1909) в городе Великие Луки Псковской губернии (ныне Псковской области) в семье рабочего.
После окончания рабфака в Смоленске работал слесарем и бригадиром на Великолукском паровозовагоноремонтном заводе имени Макса Гельца.
В 1929 году вступил в ряды ВКП(б).
В декабре 1930 года по рекомендации парткома завода Антонов был направлен на учёбу в Московский институт инженеров железнодорожного транспорта.

## Военная служба

### Довоенное время
В мае 1931 года Антонов добровольно вступил в ряды РККА, после чего направлен на учёбу в 1-ю Качинскую военную школу лётчиков имени А. Ф. Мясникова, после окончания которой с июля 1932 года стал служить в ней же на должностях инструктора-пилота, инструктора-лётчика, командира звена и командира отряда.
25 мая 1936 года за отличную боевую и политическую подготовку личного состава Николай Антонов был награждён орденом Ленина.
После окончания курсов комиссаров-лётчиков при Харьковском военном авиационном училище в январе 1939 года был назначен на должность военного комиссара 7-го истребительного авиационного полка в составе Ленинградского военного округа. В сентябре 1939 года полк в полном составе вылетал в действующую армию для участия в Польском походе Красной армии, по завершении боевых действий вернулся к месту постоянной дислокации.
Находясь на прежней должности, принимал участие в советско-финской войне. В войну совершил 30 боевых вылетов на истребителе И-16 на разведку и уничтожение военных объектов. В ходе боёв в районе местечка Вилайоки (ныне село Великое, Выборгский район, Ленинградская область) Антонов водил полк на штурмовку противника, в результате которой была сорвана атака финских войск. В январе 1940 года был награждён орденом Красного Знамени.
Указом Президиума Верховного Совета СССР от 21 марта 1940 года за мужество и героизм, проявленные в боях с «финской белогвардейщиной», батальонному комиссару Николаю Дмитриевичу Антонову присвоено звание Героя Советского Союза с вручением ордена Ленина и медали «Золотая Звезда».
В мае 1940 года был назначен на должность военного комиссара 42-й истребительной авиационной бригады (Белорусский военный округ), а в октябре того же года — на должность командира 154-го истребительного авиационного полка (Ленинградский военный округ).

### Великая Отечественная война
С началом войны Антонов находился на прежней должности. Полк под его командованием в составе 39-й истребительной авиационной дивизии нёс патрульную службу в системе ПВО Ленинграда. С 22 июня по 8 сентября 1941 года полк произвел 3071 самолетовылет, сбив при этом 43 самолёта противника и более 20 уничтожил при штурмовке его аэродромов.
В сентябре 1941 года был назначен на должность командира 92-й истребительной авиационной дивизии, в ноябре того же года — на должность заместителя, а 26 июня 1943 года — на должность командира 7-го истребительного авиационного корпуса ПВО, входившего в состав Ленинградской армии ПВО. 7 июля этого же года 7-й истребительный авиационный корпус ПВО был преобразован во 2-й гвардейский с присвоением почётного наименования «Ленинградский». В ходе обороны Ленинграда корпус под командованием Антонова произвёл более 45 400 боевых самолетовылетов, а также 1418 воздушных боёв, в которых сбил 925 самолётов противника, а во время штурмовых действий по аэродромам и войскам противника было уничтожено ещё 119 самолетов, а также 38 танков, а также уничтожено 74 и подавлено 112 артиллерийских и миномётных батарей.
К концу марта 1943 года Н. Д. Антонов (к тому времени уже командир корпуса!) принял участие в 78 боевых вылетах, в 17 воздушных боях сбил 3, а в группе — ещё 2 самолета противника.

### Послевоенная карьера

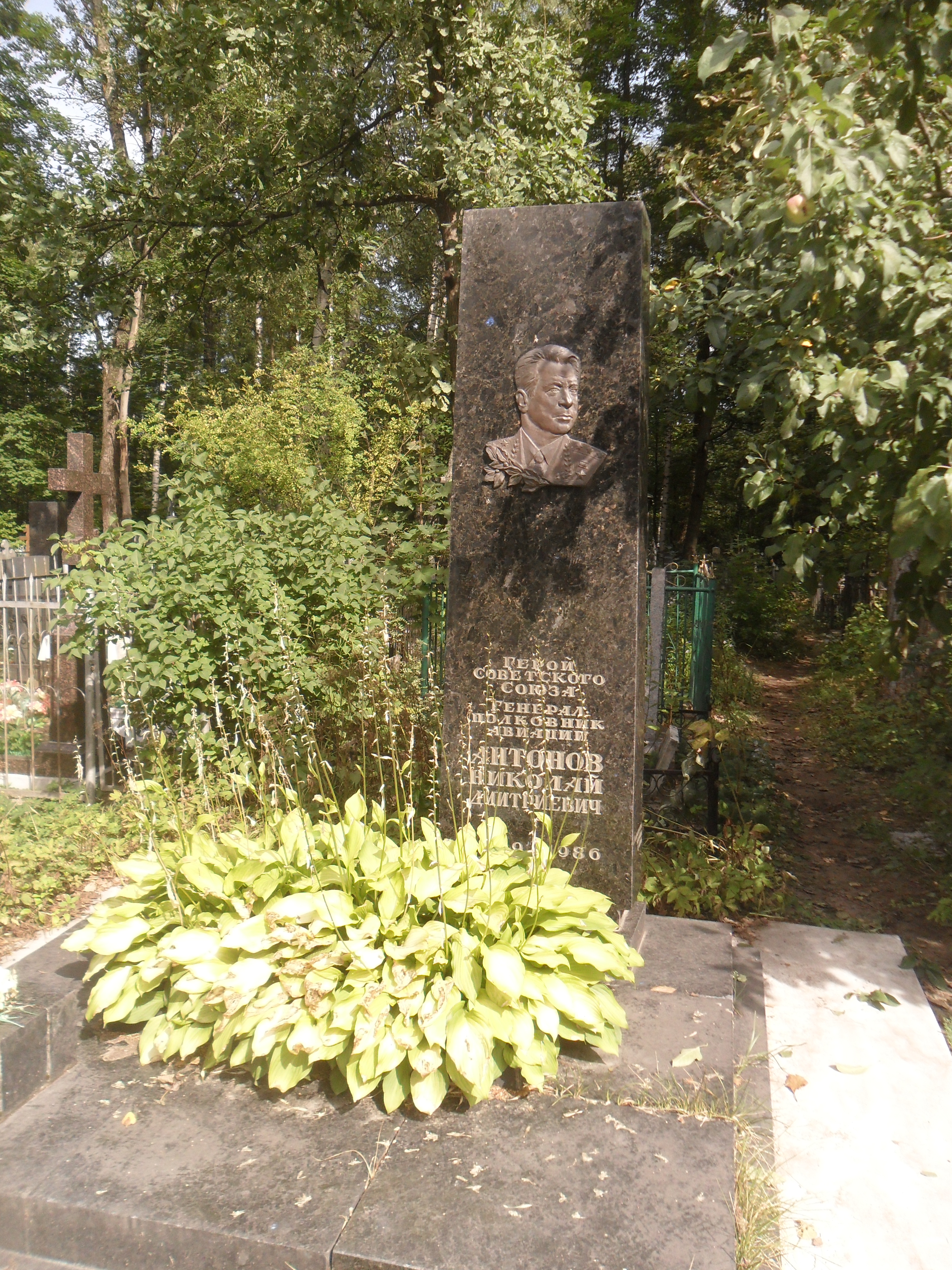
Могила Н. Д. Антонова на Богословском кладбище Санкт-Петербурга.

После окончания войны Антонов продолжил командовать корпусом, пока в марте 1946 года не был направлен на учёбу в Высшую военную академию имени К. Е. Ворошилова. Окончил академию в марте 1948 года и был назначен на должность командира Ленинградского гвардейского истребительного корпуса ПВО, в мае 1949 года — на должность командующего 25-й воздушной истребительной армией ПВО  Ленинграда, в декабре того же года — на должность помощника командующего ВВС Белорусского военного округа. С апреля 1950 года — командир 62-го истребительного авиационного корпуса, с февраля 1952 года — командующий войсками Сталинградского района ПВО.
В июле 1954 года генерал-лейтенант авиации Н. Д. Антонов назначен на должность заместителя командующего истребительной авиацией Войск ПВО страны, в мае 1955 года — на должность командующего Северо-Кавказской армией ПВО — заместителя командующего Северо-Кавказским военным округом по ПВО, в сентябре 1959 года — на должность члена Военного Совета — начальника политуправления Московского округа ПВО, в феврале 1962 года — на должность командующего 6-й отдельной армией ПВО — заместителя командующего войсками Ленинградского военного округа по ПВО, члена Военного совета Ленинградского военного округа и председателя Военного совета армии, а в апреле 1965 года — на должность помощника представителя Главнокомандующего Объединёнными Вооружёнными силами государств — участников Варшавского Договора по ВВС и ПВО в Чехословацкой народной армии.
Генерал-полковник авиации Н. Д. Антонов в мае 1970 года вышел в запас. Умер 14 июня 1986 года в Ленинграде. Похоронен на Братской дорожке Богословского кладбища.

## Воинские звания
- Лейтенант (25.03.1936);
- Старший лейтенант (19.02.1938);
- Батальонный комиссар (24.01.1939);
- Старший батальонный комиссар (28.04.1940);
- Полковой комиссар (22.06.1940);
- Полковник (28.11.1940);
- Генерал-майор авиации (4.02.1944);
- Генерал-лейтенант авиации (3.08.1953);
- Генерал-полковник авиации (7.05.1960).

## Награды
- Медаль «Золотая Звезда» (21.03.1940);
- Три ордена Ленина (25.05.1936; 21.03.1940; 30.12.1956);
- Пять орденов Красного Знамени (15.01.1940; 18.05.1943; 22.06.1944; 19.11.1951; 22.02.1968);
- Орден Суворова 2-й степени (22.08.1944);
- Орден Кутузова 2-й степени (21.02.1944);
- Орден Отечественной войны 1-й степени (11.03.1985);
- Орден Красной Звезды (5.11.1946);
- Медали;

Иностранные награды
- Орден Красной Звезды (ЧССР)

Почётные звания:
- Военный лётчик 1-го класса (26.05.1951).

## Память
- В Санкт-Петербурге на фасаде дома по адресу ул. Куйбышева, № 1/5, где жил Герой, в 1990 году была установлена мемориальная доска.